# Квантна електродинамика
Квантна електродинамика (QED, од енглеског назива Quantum electrodynamics) је комплексна и математички врло сложена теорија која се описује интеракцију светлости (фотона) и материје (пре свега електрона, али и свих других наелектрисаних честица које имају спин 1/2, као што су миони).‍:3563 Квантна електродинамика се дефинише као релативистичка квантна теорија поља електродинамике.‍:vii Квантна електродинамика је компатибилна са специјалном теоријом релативности и описује све феномене осим феномена повезаних са општом теоријом релативности и радиоактивним распадима.‍:3563

## Развој
У првој половини 20. века, физичари су се трудили да помире Максвелову електродинамику са новинама које су донеле квантна теорија и специјална теорија релативности. Пол Дирак, Вернер Хајзенберг и Волфганг Паули су дали значајне доприносе развоју математичког апарата квантне електродинамике у годинама уочи Другог светског рата. Прву формулацију квантне теорије која описује радијацију и интеракцију материје је произвео британски научник Пол Дирак, који је током 1920-их успео да израчуна коефицијент спонтане емисије атома. Дирак је описао квантизацију електромагнетског поља као ансамбл хармонијских осцилатора путем увођења концепта оператора стварања и уништења честица. У наредним годинама, уз доприносе Волфганга Паулија, Јуџина Вигнера, Паскала Јордана, Вернера Хајзенберга и елегантну формулацију квантне електродинамике Енрика Фермија, физичари су почели да верују да ће у принципу бити могуће да се спроведу прорачуни за било који физички процес у коме учествују фотони и наелектрисане честице.
Међутим, даље студије Феликса Блоха са Арнолдом Нордсиком, и Виктором Вајскопфом, у 1937. и 1939. години, показале су да су такви прорачуни поуздани једино за пертурбациону теорију првог реда, што је проблем на који је већ био указао Роберт Опенхајмер. При вишим редовима у серији су се појавиле бесконачности, које су такве прорачуне чиниле бесмисленим и бацале озбиљне сумње на унутрашњу конзистентност саме теорије. У одсуству решења тог проблема у то време, изгледало је да постоји фундаментална инкомпатибилност између специјалне релативности и квантне механике. Након увођења процеса ренормализације, којим се ове бесконачне величине елиминишу, као и других доприноса научника попут Ричарда Фајнмана, Јулијана Швингера и Шиничира Томонаге, квантна електродинамика је постала далеко поузданија.‍:3563
Квантна електродинамика је посебно била револуционарна у теоријској физици захваљујући методима које је користила — уместо механицистичког приступа рачунају се одговарајуће вероватноће комбиноване са квантним особинама субатомских честица.‍:3564 Након открића кваркова, глуона и других субатомских честица, квантна електродинамика је постала изузетно значајна у опису структуре, особина и реакција међу овим честицама, што ју је на крају учинило једном од најтачнијих, најпрецизнијих и најбоље тестираних физичких теорија.‍:3564

## Виртуелни фотони
Квантна електродинамика описује интеракцију између наелектрисаних честица као размену виртуелних фотона. Како наелектрисана честица емитује или апсорбује виртуелне фотоне, тако мења своју брзину (правац, смер и/или интензитет). Виртуелне фотоне (као и друге виртуелне честице) није могуће директно испитивати, већ се они анализирају само преко својих ефеката. Виртуелни фотони су, свакако, најбоље описани одговарајућим математичким алатом.‍:3564

## Фајнманови дијаграми
Фајнманови дијаграми су помоћно средство којим се представљају интеракције у квантној електродинамици у простору и времену. По правилу, време је приказано на апсциси, и тече са леве ка десној страни дијаграма. На ординати се схематски приказује кретање честица. У сваком чвору важе закони очувања енергије и момента импулса.‍:1713–1715